# Silaanzuur
Een silaanzuur is een zuur op basis van silicium in plaats van koolstof.
Silaanzuren zouden qua structuur erg veel op carbonzuren moeten lijken. Men heeft op dit moment (2008) echter nog nooit een silaanzuur kunnen synthetiseren. 
Een voorbeeld van een zeer eenvoudig silaanzuur zou zijn HSiOOH (dat vergelijkbaar zou zijn met mierenzuur, HCOOH). In analogie met de IUPAC-naam van mierenzuur (methaanzuur) zou de naam van deze verbinding silaanzuur zijn. Een mogelijke synthese zou via de  reactie van  siliciummonoxide (SiO) met water (H2O) zijn. De reactievergelijking is dan als volgt: 
SiO + H2O → HSiOOH. 
Waarschijnlijk is voor deze reactie een katalysator nodig. Anders gaat het moeilijk omdat silicium minder snel reageert dan koolstof. De heel trage reactie van silicium blijkt bijvoorbeeld uit de onmogelijkheid kiezelzuur (H2SiO3) in analogie met koolzuur, uit siliciumdioxide SiO2 (= zand!) met water te laten reageren. 
Het bestaan van silaanzuren zou mogelijk zijn door de valentie van silicium.  Silicium staat onder koolstof in het periodiek systeem en heeft dus valentie 4. Dit maakt net als bij koolstof allerlei combinaties met waterstof en zuurstof mogelijk. Een aantal silanen is inmiddels wel bekend.
Als silaanzuren bereid zouden kunnen worden, zouden speculaties over leven op basis van silicium in plaats van koolstof een stuk reëler worden.